# Kragpetrell
Kragpetrell (Pterodroma nigripennis) är en fågel i familjen liror inom ordningen stormfåglar som förekommer i Stilla havet.

## Kännetecken

### Utseende
Kragpetrellen är en liten till medelstor (längd 29 cm, vingspann 67 cm), rundvingad petrell med mycket svart under vingarna. Ovansidan är grå med ett mörkare "M" tvärs över vingarna och ett likaså mörkt ändband på stjärten. Huvud och halssida har samma färg som manteln, men med ljusare fläckar ovan näbben och mörkare runt ögat. Vingundersidan är vit med ett brett svart band från mellersta större täckarna till knogen och utmed framkanten på yttre delen av vingen. Brett med svart syns även på vingspetsen och smalt på vingarnas bakkant. Vissa fåglar uppvisar en vit krage. Till havs glider den i höga bågar eller tätt över vattenytan, ofta rätt ryckigt och kringflackande.

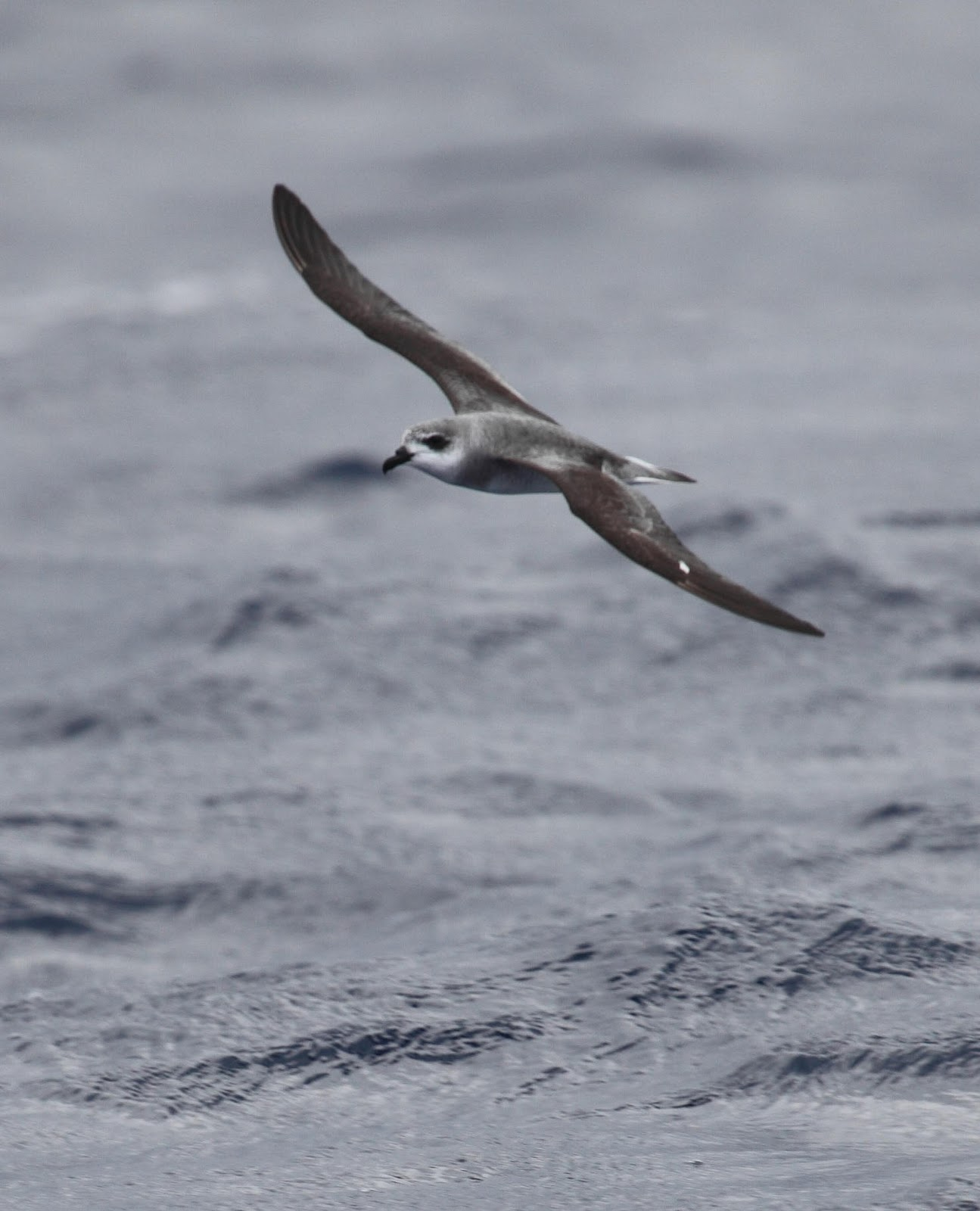
Kragpetrell öster om Southport, Queensland, Australien.

### Jämförelse med andra arter
Kragpetrellen skiljer sig från liknande arterna vitvingad petrell och halsbandspetrell, men dessa uppvisar tydlig kontrast mellan huvud och mantel. Gråbukig petrell saknar helvit buk och de större arterna vithalsad petrell och vanuatupetrell har mer kontrastrik huvudteckning.

### Läten
Kragpetrellen hörs endast på häckplats, då med ljudliga gälla visslingar, i genomsnitt bestående av fyra stavelser och ljusare än vitvingad petrell. Även skrattande serier och jamanden hörs.

## Utbredning och systematik
Fågeln häckar i sydvästra Stilla havet från Lord Howeön och östra Australien i väster, Nya Kaledonien i norr, Chathamöarna i söder och Australöarna i Franska Polynesien i öster. Utanför häckningstid flyttar den till norra och östra Stilla havet och är då vanligt förekommande i nordvästra Stilla havet mellan juli och november, framför allt mellan Hawaii och Peru. Tillfälligt har den påträffats i Japan. Den behandlas som monotypisk, det vill säga att den inte delas in i några underarter.

## Levnadssätt
Kragpetrellen är en havslevande art som endast kommer nära land intill häckningskolonin. Födan är dåligt känd, men tros huvudsakligen bestå av bläckfisk och räkor, men även havslevande insekter som havslöpare. Fågeln häckar på små råttfria öar som den återvänder till mellan mitten och slutet av oktober (Kermadecöarna, Phillip Island och Nya Kaledonien) eller från mitten till slutet av november (Chathamöarna).

## Status och hot
Arten har ett stort utbredningsområde och en stor population, men tros minska i antal till följd av bopredation från invasiva arter, dock inte tillräckligt kraftigt för att den ska betraktas som hotad. Internationella naturvårdsunionen IUCN kategoriserar därför arten som livskraftig (LC). Världspopulationen har uppskattats till mellan åtta och tio miljoner individer.